# Lista di asteroidi (540001-541000)
Di seguito una lista di asteroidi dal numero 540001 al 541000 con data di scoperta e scopritore.

## 540001–540100
| Nome     | Designazione provvisoria | Data di scoperta  | Scopritore          |
| -------- | ------------------------ | ----------------- | ------------------- |
| 540001 - | 2017 KQ13                | 19 ottobre 2011   | Spacewatch          |
| 540002 - | 2017 KX14                | 27 giugno 2014    | Pan-STARRS          |
| 540003 - | 2017 KH16                | 13 ottobre 2010   | Mount Lemmon Survey |
| 540004 - | 2017 KM19                | 5 febbraio 2016   | Pan-STARRS          |
| 540005 - | 2017 KT19                | 20 agosto 2014    | Pan-STARRS          |
| 540006 - | 2017 KE20                | 11 maggio 2003    | Spacewatch          |
| 540007 - | 2017 KW20                | 9 maggio 2000     | LINEAR              |
| 540008 - | 2017 KX25                | 5 ottobre 2013    | Spacewatch          |
| 540009 - | 2017 KE27                | 7 dicembre 2010   | Mount Lemmon Survey |
| 540010 - | 2017 KH27                | 10 agosto 2004    | SSS                 |
| 540011 - | 2017 KU27                | 16 maggio 2013    | Pan-STARRS          |
| 540012 - | 2017 KY28                | 16 agosto 2009    | CSS                 |
| 540013 - | 2017 KQ29                | 8 marzo 2013      | Pan-STARRS          |
| 540014 - | 2017 KP30                | 31 dicembre 2007  | Mount Lemmon Survey |
| 540015 - | 2017 KE31                | 14 settembre 2007 | SSS                 |
| 540016 - | 2017 KG31                | 6 gennaio 1998    | Spacewatch          |
| 540017 - | 2017 KH32                | 26 gennaio 2014   | Pan-STARRS          |
| 540018 - | 2017 KH33                | 24 settembre 2005 | Spacewatch          |
| 540019 - | 2017 KY33                | 4 ottobre 2007    | Mount Lemmon Survey |
| 540020 - | 2017 KC34                | 17 maggio 2013    | Mount Lemmon Survey |
| 540021 - | 2017 KH34                | 10 gennaio 2014   | CSS                 |
| 540022 - | 2017 KE36                | 23 novembre 2009  | Mount Lemmon Survey |
| 540023 - | 2017 KB37                | 26 agosto 2013    | Pan-STARRS          |
| 540024 - | 2017 KD37                | 12 ottobre 2007   | Mount Lemmon Survey |
| 540025 - | 2017 KE37                | 24 novembre 2011  | Pan-STARRS          |
| 540026 - | 2017 KQ37                | 28 novembre 2013  | Mount Lemmon Survey |
| 540027 - | 2017 LA1                 | 5 dicembre 2005   | CSS                 |
| 540028 - | 2017 LX1                 | 12 gennaio 2011   | Spacewatch          |
| 540029 - | 2017 MJ1                 | 26 febbraio 2012  | Spacewatch          |
| 540030 - | 2017 MT2                 | 31 gennaio 2009   | Mount Lemmon Survey |
| 540031 - | 2017 MX3                 | 22 maggio 2013    | Mount Lemmon Survey |
| 540032 - | 2017 MK5                 | 18 dicembre 2014  | Pan-STARRS          |
| 540033 - | 2017 MQ6                 | 29 novembre 2005  | Mount Lemmon Survey |
| 540034 - | 2017 MG8                 | 2 dicembre 2015   | CSS                 |
| 540035 - | 2017 MF9                 | 29 gennaio 2014   | Mount Lemmon Survey |
| 540036 - | 2017 MH9                 | 28 agosto 2005    | SSS                 |
| 540037 - | 2017 MO9                 | 22 settembre 2009 | CSS                 |
| 540038 - | 2017 MY9                 | 16 maggio 2013    | Pan-STARRS          |
| 540039 - | 2017 MA10                | 9 febbraio 2008   | SSS                 |
| 540040 - | 2017 MC10                | 22 maggio 2006    | Spacewatch          |
| 540041 - | 2017 NN1                 | 26 settembre 2013 | Mount Lemmon Survey |
| 540042 - | 2017 NS1                 | 7 ottobre 2007    | Spacewatch          |
| 540043 - | 2017 NA2                 | 31 ottobre 2010   | Mount Lemmon Survey |
| 540044 - | 2017 NX2                 | 10 febbraio 1999  | Spacewatch          |
| 540045 - | 2017 NB3                 | 30 gennaio 2011   | Pan-STARRS          |
| 540046 - | 2017 NG3                 | 17 gennaio 2015   | Pan-STARRS          |
| 540047 - | 2017 NK4                 | 14 settembre 2013 | Pan-STARRS          |
| 540048 - | 2017 NZ4                 | 15 ottobre 2012   | CSS                 |
| 540049 - | 2017 ND5                 | 3 giugno 2008     | Spacewatch          |
| 540050 - | 2017 NJ5                 | 8 agosto 2004     | LINEAR              |
| 540051 - | 2017 ND6                 | 12 ottobre 2015   | Mount Lemmon Survey |
| 540052 - | 2017 OH2                 | 16 settembre 2013 | Mount Lemmon Survey |
| 540053 - | 2017 OY2                 | 22 luglio 1995    | Spacewatch          |
| 540054 - | 2017 OT5                 | 22 gennaio 2002   | LINEAR              |
| 540055 - | 2017 OU5                 | 21 gennaio 2015   | Pan-STARRS          |
| 540056 - | 2017 OB6                 | 8 giugno 2005     | Spacewatch          |
| 540057 - | 2017 OT6                 | 19 gennaio 2008   | Spacewatch          |
| 540058 - | 2017 OA7                 | 30 novembre 2014  | Pan-STARRS          |
| 540059 - | 2017 OD8                 | 17 gennaio 2009   | Mount Lemmon Survey |
| 540060 - | 2017 OZ8                 | 29 aprile 2006    | Spacewatch          |
| 540061 - | 2017 OV9                 | 22 novembre 2008  | Spacewatch          |
| 540062 - | 2017 ON10                | 29 luglio 2008    | Mount Lemmon Survey |
| 540063 - | 2017 OY10                | 25 settembre 2006 | Spacewatch          |
| 540064 - | 2017 OF11                | 31 dicembre 2008  | Spacewatch          |
| 540065 - | 2017 OO11                | 27 agosto 2006    | Spacewatch          |
| 540066 - | 2017 OS11                | 29 gennaio 2000   | Spacewatch          |
| 540067 - | 2017 OG12                | 6 settembre 2013  | Mount Lemmon Survey |
| 540068 - | 2017 OE14                | 6 luglio 2005     | Spacewatch          |
| 540069 - | 2017 OV14                | 15 gennaio 2004   | Spacewatch          |
| 540070 - | 2017 OX14                | 21 dicembre 2014  | Mount Lemmon Survey |
| 540071 - | 2017 ON16                | 1º febbraio 2009  | Spacewatch          |
| 540072 - | 2017 OA17                | 12 luglio 2013    | Pan-STARRS          |
| 540073 - | 2017 OW17                | 23 marzo 2015     | Pan-STARRS          |
| 540074 - | 2017 ON20                | 2 maggio 2016     | Pan-STARRS          |
| 540075 - | 2017 OD21                | 28 novembre 2013  | Mount Lemmon Survey |
| 540076 - | 2017 OB22                | 30 ottobre 2005   | Mount Lemmon Survey |
| 540077 - | 2017 OS22                | 3 febbraio 2009   | Spacewatch          |
| 540078 - | 2017 OM24                | 3 gennaio 2014    | Mount Lemmon Survey |
| 540079 - | 2017 OQ28                | 30 gennaio 2010   | WISE                |
| 540080 - | 2017 OO29                | 14 aprile 2004    | Spacewatch          |
| 540081 - | 2017 OR30                | 30 maggio 2006    | Spacewatch          |
| 540082 - | 2017 OU31                | 27 ottobre 2005   | Mount Lemmon Survey |
| 540083 - | 2017 OJ32                | 23 gennaio 2015   | Pan-STARRS          |
| 540084 - | 2017 OR33                | 7 ottobre 2008    | CSS                 |
| 540085 - | 2017 OJ34                | 29 agosto 2006    | Spacewatch          |
| 540086 - | 2017 OX34                | 15 settembre 2006 | Spacewatch          |
| 540087 - | 2017 OE38                | 27 agosto 2009    | Spacewatch          |
| 540088 - | 2017 OH40                | 29 dicembre 2008  | Spacewatch          |
| 540089 - | 2017 OJ40                | 16 gennaio 2015   | Pan-STARRS          |
| 540090 - | 2017 OK40                | 23 gennaio 2015   | Pan-STARRS          |
| 540091 - | 2017 OZ40                | 22 aprile 2012    | Spacewatch          |
| 540092 - | 2017 OC42                | 6 novembre 2013   | Mount Lemmon Survey |
| 540093 - | 2017 OR42                | 27 settembre 2006 | Spacewatch          |
| 540094 - | 2017 OL44                | 11 ottobre 2002   | Spacewatch          |
| 540095 - | 2017 OK45                | 13 marzo 2016     | Pan-STARRS          |
| 540096 - | 2017 OD46                | 19 ottobre 2006   | Spacewatch          |
| 540097 - | 2017 OK46                | 23 ottobre 2004   | Spacewatch          |
| 540098 - | 2017 OV46                | 17 settembre 2006 | CSS                 |
| 540099 - | 2017 OJ48                | 21 settembre 2012 | Mount Lemmon Survey |
| 540100 - | 2017 OP52                | 21 dicembre 2008  | Mount Lemmon Survey |

## 540101–540200
| Nome     | Designazione provvisoria | Data di scoperta  | Scopritore          |
| -------- | ------------------------ | ----------------- | ------------------- |
| 540101 - | 2017 OS52                | 25 gennaio 2015   | Pan-STARRS          |
| 540102 - | 2017 OT52                | 2 gennaio 2009    | Spacewatch          |
| 540103 - | 2017 OV52                | 8 dicembre 2010   | Mount Lemmon Survey |
| 540104 - | 2017 OX52                | 10 ottobre 2008   | Spacewatch          |
| 540105 - | 2017 OO55                | 19 novembre 2003  | Spacewatch          |
| 540106 - | 2017 OA56                | 15 agosto 2010    | Oss. di Maiorca     |
| 540107 - | 2017 OH58                | 9 settembre 2007  | Spacewatch          |
| 540108 - | 2017 OF59                | 4 febbraio 2009   | Mount Lemmon Survey |
| 540109 - | 2017 OO59                | 14 luglio 2013    | Pan-STARRS          |
| 540110 - | 2017 OV59                | 7 settembre 2004  | Spacewatch          |
| 540111 - | 2017 OK60                | 31 gennaio 2006   | Mount Lemmon Survey |
| 540112 - | 2017 OT60                | 8 febbraio 2015   | Mount Lemmon Survey |
| 540113 - | 2017 OE62                | 16 febbraio 2015  | Pan-STARRS          |
| 540114 - | 2017 OQ62                | 14 marzo 2012     | Spacewatch          |
| 540115 - | 2017 OX62                | 18 marzo 2010     | Mount Lemmon Survey |
| 540116 - | 2017 OZ62                | 15 gennaio 2015   | Pan-STARRS          |
| 540117 - | 2017 OK63                | 14 luglio 2013    | Pan-STARRS          |
| 540118 - | 2017 OR63                | 30 ottobre 2005   | Mount Lemmon Survey |
| 540119 - | 2017 OJ64                | 1º gennaio 2014   | Spacewatch          |
| 540120 - | 2017 OU64                | 11 gennaio 2008   | Spacewatch          |
| 540121 - | 2017 OF66                | 26 maggio 2006    | Spacewatch          |
| 540122 - | 2017 OY66                | 18 febbraio 2015  | Pan-STARRS          |
| 540123 - | 2017 PP2                 | 16 febbraio 2015  | Pan-STARRS          |
| 540124 - | 2017 PH3                 | 15 aprile 2012    | Pan-STARRS          |
| 540125 - | 2017 PR10                | 6 gennaio 2012    | Spacewatch          |
| 540126 - | 2017 PF15                | 11 gennaio 2008   | Mount Lemmon Survey |
| 540127 - | 2017 PH16                | 21 gennaio 2006   | Spacewatch          |
| 540128 - | 2017 PZ16                | 19 febbraio 2009  | Mount Lemmon Survey |
| 540129 - | 2017 PZ24                | 20 novembre 2000  | LINEAR              |
| 540130 - | 2017 PV27                | 30 settembre 2014 | Mount Lemmon Survey |
| 540131 - | 2017 PA29                | 6 dicembre 2011   | Pan-STARRS          |
| 540132 - | 2017 PC29                | 8 dicembre 2010   | Mount Lemmon Survey |
| 540133 - | 2017 PL30                | 6 novembre 2008   | Spacewatch          |
| 540134 - | 2017 PA31                | 8 aprile 2013     | Mount Lemmon Survey |
| 540135 - | 2017 PG31                | 1º ottobre 2005   | LONEOS              |
| 540136 - | 2017 PJ31                | 31 gennaio 2006   | Spacewatch          |
| 540137 - | 2017 PL31                | 21 marzo 2010     | Spacewatch          |
| 540138 - | 2017 PP31                | 8 gennaio 2010    | WISE                |
| 540139 - | 2017 PZ31                | 12 marzo 2007     | Spacewatch          |
| 540140 - | 2017 PP33                | 8 novembre 2009   | Mount Lemmon Survey |
| 540141 - | 2017 PU37                | 1º febbraio 2010  | WISE                |
| 540142 - | 2017 PL38                | 27 gennaio 2003   | LINEAR              |
| 540143 - | 2017 PJ41                | 11 novembre 2004  | Spacewatch          |
| 540144 - | 2017 QL1                 | 11 agosto 2012    | SSS                 |
| 540145 - | 2017 QG4                 | 11 ottobre 2010   | Mount Lemmon Survey |
| 540146 - | 2017 QG5                 | 2 settembre 2008  | Spacewatch          |
| 540147 - | 2017 QL6                 | 8 ottobre 1999    | Spacewatch          |
| 540148 - | 2017 QV6                 | 31 marzo 2011     | Pan-STARRS          |
| 540149 - | 2017 QK7                 | 30 dicembre 2008  | Mount Lemmon Survey |
| 540150 - | 2017 QP7                 | 27 gennaio 2006   | Spacewatch          |
| 540151 - | 2017 QU7                 | 4 gennaio 2011    | Mount Lemmon Survey |
| 540152 - | 2017 QO8                 | 10 settembre 2007 | Mount Lemmon Survey |
| 540153 - | 2017 QN9                 | 10 ottobre 2007   | Mount Lemmon Survey |
| 540154 - | 2017 QY13                | 7 settembre 1999  | Spacewatch          |
| 540155 - | 2017 QG14                | 22 ottobre 2012   | Pan-STARRS          |
| 540156 - | 2017 QB15                | 24 febbraio 2006  | Spacewatch          |
| 540157 - | 2017 QO18                | 1º febbraio 2009  | Mount Lemmon Survey |
| 540158 - | 2017 QR18                | 12 ottobre 2007   | Spacewatch          |
| 540159 - | 2017 QZ18                | 5 giugno 2010     | WISE                |
| 540160 - | 2017 QV19                | 27 aprile 2011    | Mount Lemmon Survey |
| 540161 - | 2017 QD23                | 12 dicembre 2004  | Spacewatch          |
| 540162 - | 2017 QE23                | 9 marzo 2007      | Spacewatch          |
| 540163 - | 2017 QG24                | 15 settembre 2004 | LINEAR              |
| 540164 - | 2017 QK24                | 26 novembre 2009  | Mount Lemmon Survey |
| 540165 - | 2017 QL24                | 27 agosto 2006    | Spacewatch          |
| 540166 - | 2017 QH27                | 3 gennaio 2009    | Spacewatch          |
| 540167 - | 2017 QL28                | 27 dicembre 2006  | Mount Lemmon Survey |
| 540168 - | 2017 QD30                | 4 dicembre 2008   | Mount Lemmon Survey |
| 540169 - | 2017 QG30                | 27 novembre 2014  | Pan-STARRS          |
| 540170 - | 2017 QM30                | 13 ottobre 2010   | Mount Lemmon Survey |
| 540171 - | 2017 QR30                | 17 settembre 2009 | Spacewatch          |
| 540172 - | 2017 QG32                | 23 ottobre 2012   | Mount Lemmon Survey |
| 540173 - | 2017 QJ35                | 30 giugno 2008    | Spacewatch          |
| 540174 - | 2017 QT38                | 8 maggio 2005     | Spacewatch          |
| 540175 - | 2017 QO39                | 11 gennaio 2010   | Spacewatch          |
| 540176 - | 2017 QF40                | 3 dicembre 2008   | Spacewatch          |
| 540177 - | 2017 QG40                | 16 gennaio 2005   | Spacewatch          |
| 540178 - | 2017 QB41                | 31 gennaio 2009   | Mount Lemmon Survey |
| 540179 - | 2017 QC42                | 15 febbraio 2010  | Spacewatch          |
| 540180 - | 2017 QA51                | 13 maggio 2004    | Spacewatch          |
| 540181 - | 2017 QF51                | 3 febbraio 2010   | WISE                |
| 540182 - | 2017 QC52                | 27 febbraio 2006  | Spacewatch          |
| 540183 - | 2017 QX52                | 25 febbraio 2006  | Spacewatch          |
| 540184 - | 2017 QH54                | 12 ottobre 1998   | Spacewatch          |
| 540185 - | 2017 QO54                | 20 febbraio 2002  | Spacewatch          |
| 540186 - | 2017 QY54                | 8 gennaio 2010    | Spacewatch          |
| 540187 - | 2017 QH55                | 2 febbraio 2008   | Spacewatch          |
| 540188 - | 2017 QS55                | 25 febbraio 2006  | Spacewatch          |
| 540189 - | 2017 QR57                | 31 gennaio 2009   | Mount Lemmon Survey |
| 540190 - | 2017 QW57                | 1º marzo 2011     | Mount Lemmon Survey |
| 540191 - | 2017 QX57                | 10 febbraio 2007  | Mount Lemmon Survey |
| 540192 - | 2017 QX58                | 1º ottobre 2013   | Spacewatch          |
| 540193 - | 2017 QT60                | 15 novembre 1995  | Spacewatch          |
| 540194 - | 2017 QU60                | 11 settembre 2010 | Mount Lemmon Survey |
| 540195 - | 2017 QZ63                | 27 giugno 2010    | WISE                |
| 540196 - | 2017 QM64                | 21 luglio 2010    | WISE                |
| 540197 - | 2017 QF65                | 19 gennaio 2004   | Spacewatch          |
| 540198 - | 2017 QC67                | 1º maggio 2010    | WISE                |
| 540199 - | 2017 QQ67                | 6 gennaio 2010    | Spacewatch          |
| 540200 - | 2017 RC4                 | 3 dicembre 2007   | Spacewatch          |

## 540201–540300
| Nome     | Designazione provvisoria | Data di scoperta  | Scopritore          |
| -------- | ------------------------ | ----------------- | ------------------- |
| 540201 - | 2017 RW9                 | 10 agosto 2007    | Spacewatch          |
| 540202 - | 2017 RM11                | 24 settembre 2008 | Spacewatch          |
| 540203 - | 2017 RN13                | 18 giugno 2013    | Pan-STARRS          |
| 540204 - | 2017 RD17                | 24 ottobre 2011   | Pan-STARRS          |
| 540205 - | 2017 RS17                | 9 agosto 2016     | Pan-STARRS          |
| 540206 - | 2017 RM18                | 11 marzo 2008     | Mount Lemmon Survey |
| 540207 - | 2017 RP18                | 10 settembre 2013 | Pan-STARRS          |
| 540208 - | 2017 RW18                | 16 maggio 2010    | WISE                |
| 540209 - | 2017 RZ18                | 11 novembre 2013  | Mount Lemmon Survey |
| 540210 - | 2017 RJ19                | 3 ottobre 2013    | CSS                 |
| 540211 - | 2017 RL20                | 18 dicembre 2003  | Spacewatch          |
| 540212 - | 2017 RT20                | 17 novembre 2007  | Mount Lemmon Survey |
| 540213 - | 2017 RU20                | 17 novembre 2011  | Mount Lemmon Survey |
| 540214 - | 2017 RX20                | 21 ottobre 2006   | Spacewatch          |
| 540215 - | 2017 RY20                | 8 gennaio 2002    | LINEAR              |
| 540216 - | 2017 RA21                | 7 agosto 2010     | PMO NEO             |
| 540217 - | 2017 RE21                | 27 gennaio 2006   | Mount Lemmon Survey |
| 540218 - | 2017 RJ21                | 16 marzo 2010     | WISE                |
| 540219 - | 2017 RN21                | 10 novembre 2009  | Spacewatch          |
| 540220 - | 2017 RP21                | 9 novembre 2007   | Spacewatch          |
| 540221 - | 2017 RS21                | 31 ottobre 2006   | Mount Lemmon Survey |
| 540222 - | 2017 RT21                | 14 settembre 2007 | Mount Lemmon Survey |
| 540223 - | 2017 RW21                | 13 aprile 2004    | Spacewatch          |
| 540224 - | 2017 RX21                | 26 agosto 2012    | Pan-STARRS          |
| 540225 - | 2017 RE22                | 3 febbraio 2009   | Spacewatch          |
| 540226 - | 2017 RQ22                | 9 settembre 2004  | Spacewatch          |
| 540227 - | 2017 RW22                | 12 agosto 2010    | Spacewatch          |
| 540228 - | 2017 RX22                | 3 gennaio 2011    | Mount Lemmon Survey |
| 540229 - | 2017 RN23                | 9 ottobre 2008    | Mount Lemmon Survey |
| 540230 - | 2017 RR23                | 10 luglio 2005    | SSS                 |
| 540231 - | 2017 RS23                | 4 settembre 2008  | Spacewatch          |
| 540232 - | 2017 RT23                | 18 gennaio 2008   | Spacewatch          |
| 540233 - | 2017 RW23                | 30 aprile 2012    | Mount Lemmon Survey |
| 540234 - | 2017 RQ24                | 6 ottobre 2008    | Mount Lemmon Survey |
| 540235 - | 2017 RU24                | 1º ottobre 2008   | Mount Lemmon Survey |
| 540236 - | 2017 RV24                | 30 ottobre 2005   | Spacewatch          |
| 540237 - | 2017 RV25                | 31 gennaio 2006   | Mount Lemmon Survey |
| 540238 - | 2017 RD26                | 12 febbraio 2008  | Mount Lemmon Survey |
| 540239 - | 2017 RM26                | 12 aprile 2011    | Mount Lemmon Survey |
| 540240 - | 2017 RF27                | 2 febbraio 2006   | Spacewatch          |
| 540241 - | 2017 RL27                | 20 gennaio 2012   | Mount Lemmon Survey |
| 540242 - | 2017 RG28                | 26 agosto 2008    | LINEAR              |
| 540243 - | 2017 RL28                | 3 maggio 2006     | Spacewatch          |
| 540244 - | 2017 RP28                | 27 novembre 2013  | Pan-STARRS          |
| 540245 - | 2017 RS28                | 17 settembre 2003 | Spacewatch          |
| 540246 - | 2017 RX28                | 15 settembre 2006 | Spacewatch          |
| 540247 - | 2017 RY28                | 19 agosto 2006    | Spacewatch          |
| 540248 - | 2017 RA29                | 3 marzo 2006      | Spacewatch          |
| 540249 - | 2017 RE29                | 30 marzo 2011     | Mount Lemmon Survey |
| 540250 - | 2017 RG30                | 10 dicembre 2009  | Mount Lemmon Survey |
| 540251 - | 2017 RU30                | 20 settembre 1995 | Spacewatch          |
| 540252 - | 2017 RM31                | 5 novembre 2010   | Spacewatch          |
| 540253 - | 2017 RC32                | 19 agosto 2006    | Spacewatch          |
| 540254 - | 2017 RH32                | 29 marzo 2011     | Mount Lemmon Survey |
| 540255 - | 2017 RL32                | 28 luglio 2009    | Spacewatch          |
| 540256 - | 2017 RZ32                | 1º ottobre 2013   | Spacewatch          |
| 540257 - | 2017 RO35                | 21 ottobre 2001   | Spacewatch          |
| 540258 - | 2017 RT37                | 14 febbraio 2005  | Spacewatch          |
| 540259 - | 2017 RN38                | 14 novembre 2007  | Spacewatch          |
| 540260 - | 2017 RD39                | 11 settembre 2004 | Spacewatch          |
| 540261 - | 2017 RL41                | 17 ottobre 2012   | Pan-STARRS          |
| 540262 - | 2017 RH42                | 4 settembre 2008  | Spacewatch          |
| 540263 - | 2017 RB43                | 16 gennaio 2009   | Spacewatch          |
| 540264 - | 2017 RO43                | 26 gennaio 2009   | Mount Lemmon Survey |
| 540265 - | 2017 RO47                | 19 febbraio 2009  | Mount Lemmon Survey |
| 540266 - | 2017 RJ49                | 7 ottobre 2004    | Spacewatch          |
| 540267 - | 2017 RM49                | 21 agosto 2008    | Spacewatch          |
| 540268 - | 2017 RU49                | 19 ottobre 1995   | Spacewatch          |
| 540269 - | 2017 RS51                | 1º dicembre 2003  | Spacewatch          |
| 540270 - | 2017 RR52                | 8 ottobre 2004    | Spacewatch          |
| 540271 - | 2017 RE54                | 23 ottobre 2006   | Spacewatch          |
| 540272 - | 2017 RF54                | 4 novembre 2004   | Spacewatch          |
| 540273 - | 2017 RM55                | 27 febbraio 2009  | Spacewatch          |
| 540274 - | 2017 RA56                | 24 aprile 2004    | Spacewatch          |
| 540275 - | 2017 RD57                | 3 ottobre 2008    | Mount Lemmon Survey |
| 540276 - | 2017 RK57                | 2 novembre 2013   | Spacewatch          |
| 540277 - | 2017 RR57                | 27 settembre 2008 | Mount Lemmon Survey |
| 540278 - | 2017 RW57                | 9 ottobre 2008    | Mount Lemmon Survey |
| 540279 - | 2017 RS60                | 31 ottobre 2008   | Spacewatch          |
| 540280 - | 2017 RG61                | 2 aprile 2006     | Spacewatch          |
| 540281 - | 2017 RN61                | 8 ottobre 2004    | Spacewatch          |
| 540282 - | 2017 RY61                | 11 novembre 2004  | Spacewatch          |
| 540283 - | 2017 RU64                | 28 settembre 2006 | Spacewatch          |
| 540284 - | 2017 RO65                | 13 aprile 2013    | Pan-STARRS          |
| 540285 - | 2017 RA66                | 28 settembre 2003 | Spacewatch          |
| 540286 - | 2017 RA67                | 24 marzo 2009     | Mount Lemmon Survey |
| 540287 - | 2017 RV67                | 13 ottobre 2014   | Mount Lemmon Survey |
| 540288 - | 2017 RQ69                | 26 febbraio 2012  | Spacewatch          |
| 540289 - | 2017 RH70                | 23 settembre 2008 | Mount Lemmon Survey |
| 540290 - | 2017 RT70                | 4 dicembre 2007   | Spacewatch          |
| 540291 - | 2017 RC71                | 10 febbraio 2008  | Mount Lemmon Survey |
| 540292 - | 2017 RK71                | 9 novembre 2007   | Mount Lemmon Survey |
| 540293 - | 2017 RA72                | 11 marzo 2010     | WISE                |
| 540294 - | 2017 RM72                | 7 ottobre 2004    | LONEOS              |
| 540295 - | 2017 RQ72                | 26 ottobre 2005   | Spacewatch          |
| 540296 - | 2017 RF73                | 2 ottobre 2013    | Spacewatch          |
| 540297 - | 2017 RK74                | 28 febbraio 2009  | Spacewatch          |
| 540298 - | 2017 RR74                | 28 settembre 2013 | CSS                 |
| 540299 - | 2017 RT74                | 14 febbraio 2015  | Mount Lemmon Survey |
| 540300 - | 2017 RK75                | 13 febbraio 2010  | WISE                |

## 540301–540400
| Nome     | Designazione provvisoria | Data di scoperta  | Scopritore          |
| -------- | ------------------------ | ----------------- | ------------------- |
| 540301 - | 2017 RL75                | 18 febbraio 2008  | Mount Lemmon Survey |
| 540302 - | 2017 RX75                | 21 dicembre 2008  | Mount Lemmon Survey |
| 540303 - | 2017 RH77                | 31 gennaio 2009   | Mount Lemmon Survey |
| 540304 - | 2017 RM77                | 7 febbraio 2002   | Spacewatch          |
| 540305 - | 2017 RJ78                | 26 agosto 2013    | Pan-STARRS          |
| 540306 - | 2017 RU79                | 7 gennaio 2006    | Spacewatch          |
| 540307 - | 2017 RR81                | 21 luglio 2006    | Mount Lemmon Survey |
| 540308 - | 2017 RZ81                | 10 settembre 2007 | Mount Lemmon Survey |
| 540309 - | 2017 RL82                | 30 ottobre 2008   | Spacewatch          |
| 540310 - | 2017 RS82                | 10 gennaio 2008   | Mount Lemmon Survey |
| 540311 - | 2017 RA83                | 19 settembre 2006 | CSS                 |
| 540312 - | 2017 RE83                | 30 aprile 2009    | CSS                 |
| 540313 - | 2017 RH83                | 11 febbraio 2004  | Spacewatch          |
| 540314 - | 2017 RV83                | 9 ottobre 2010    | Mount Lemmon Survey |
| 540315 - | 2017 RH84                | 17 gennaio 2015   | Pan-STARRS          |
| 540316 - | 2017 RP85                | 22 dicembre 2008  | Mount Lemmon Survey |
| 540317 - | 2017 RY85                | 3 settembre 2008  | Spacewatch          |
| 540318 - | 2017 RG88                | 7 ottobre 2004    | Spacewatch          |
| 540319 - | 2017 RH88                | 25 settembre 2006 | Spacewatch          |
| 540320 - | 2017 RF90                | 19 settembre 2006 | Spacewatch          |
| 540321 - | 2017 RL90                | 26 novembre 2003  | Spacewatch          |
| 540322 - | 2017 RC91                | 29 ottobre 2008   | Mount Lemmon Survey |
| 540323 - | 2017 RJ91                | 27 ottobre 2005   | Spacewatch          |
| 540324 - | 2017 RB92                | 27 gennaio 2007   | Mount Lemmon Survey |
| 540325 - | 2017 RQ93                | 9 febbraio 2005   | Mount Lemmon Survey |
| 540326 - | 2017 RV95                | 24 settembre 2008 | Spacewatch          |
| 540327 - | 2017 RZ95                | 1º febbraio 2009  | Mount Lemmon Survey |
| 540328 - | 2017 RZ96                | 22 ottobre 2005   | Spacewatch          |
| 540329 - | 2017 RD97                | 23 novembre 2009  | Mount Lemmon Survey |
| 540330 - | 2017 RE98                | 6 settembre 2008  | Mount Lemmon Survey |
| 540331 - | 2017 RH98                | 19 gennaio 2005   | Spacewatch          |
| 540332 - | 2017 RR98                | 17 giugno 2005    | Mount Lemmon Survey |
| 540333 - | 2017 RW98                | 25 marzo 2007     | Mount Lemmon Survey |
| 540334 - | 2017 RB99                | 12 aprile 2004    | Spacewatch          |
| 540335 - | 2017 RT100               | 14 novembre 2006  | Spacewatch          |
| 540336 - | 2017 RM103               | 25 novembre 2005  | Mount Lemmon Survey |
| 540337 - | 2017 RO103               | 20 novembre 2009  | Spacewatch          |
| 540338 - | 2017 RY104               | 4 novembre 2007   | Spacewatch          |
| 540339 - | 2017 RO105               | 24 ottobre 2009   | Spacewatch          |
| 540340 - | 2017 RQ106               | 18 dicembre 2007  | Mount Lemmon Survey |
| 540341 - | 2017 RA107               | 17 ottobre 2006   | Spacewatch          |
| 540342 - | 2017 RJ109               | 13 agosto 2012    | Spacewatch          |
| 540343 - | 2017 RT109               | 12 settembre 2007 | Mount Lemmon Survey |
| 540344 - | 2017 RD110               | 22 febbraio 2007  | Spacewatch          |
| 540345 - | 2017 SU                  | 28 ottobre 2013   | Mount Lemmon Survey |
| 540346 - | 2017 SX                  | 25 ottobre 2013   | Spacewatch          |
| 540347 - | 2017 SC2                 | 6 ottobre 1999    | LINEAR              |
| 540348 - | 2017 SE3                 | 26 febbraio 2008  | Mount Lemmon Survey |
| 540349 - | 2017 SQ4                 | 1º novembre 2007  | Spacewatch          |
| 540350 - | 2017 SM9                 | 20 ottobre 2004   | CSS                 |
| 540351 - | 2017 SO9                 | 30 gennaio 2011   | Mount Lemmon Survey |
| 540352 - | 2017 SB11                | 26 aprile 2011    | Spacewatch          |
| 540353 - | 2017 SC13                | 16 giugno 2009    | Mount Lemmon Survey |
| 540354 - | 2017 SX14                | 29 marzo 2011     | Mount Lemmon Survey |
| 540355 - | 2017 SA22                | 5 settembre 2008  | Spacewatch          |
| 540356 - | 2017 SB22                | 7 ottobre 2012    | Pan-STARRS          |
| 540357 - | 2017 SE22                | 17 ottobre 2003   | LONEOS              |
| 540358 - | 2017 SJ24                | 17 settembre 2010 | Mount Lemmon Survey |
| 540359 - | 2017 SQ25                | 17 novembre 2014  | Mount Lemmon Survey |
| 540360 - | 2017 SM28                | 26 dicembre 2014  | Pan-STARRS          |
| 540361 - | 2017 SQ30                | 1º dicembre 2014  | Pan-STARRS          |
| 540362 - | 2017 ST30                | 15 settembre 2012 | Mount Lemmon Survey |
| 540363 - | 2017 SU30                | 20 ottobre 2012   | Pan-STARRS          |
| 540364 - | 2017 SU31                | 3 settembre 2007  | CSS                 |
| 540365 - | 2017 SA32                | 21 ottobre 2012   | Pan-STARRS          |
| 540366 - | 2017 SB32                | 20 novembre 2007  | Mount Lemmon Survey |
| 540367 - | 2017 SL32                | 20 novembre 2008  | Spacewatch          |
| 540368 - | 2017 SV35                | 14 novembre 2007  | Mount Lemmon Survey |
| 540369 - | 2017 SD36                | 14 settembre 2013 | Mount Lemmon Survey |
| 540370 - | 2017 SA37                | 13 gennaio 2015   | Pan-STARRS          |
| 540371 - | 2017 SD37                | 13 luglio 2013    | Pan-STARRS          |
| 540372 - | 2017 SK38                | 28 gennaio 2009   | Spacewatch          |
| 540373 - | 2017 SL38                | 28 febbraio 2009  | Mount Lemmon Survey |
| 540374 - | 2017 SS38                | 13 ottobre 2013   | CSS                 |
| 540375 - | 2017 SV38                | 5 settembre 2010  | Mount Lemmon Survey |
| 540376 - | 2017 SC40                | 21 ottobre 2007   | Mount Lemmon Survey |
| 540377 - | 2017 SB41                | 21 gennaio 2015   | Pan-STARRS          |
| 540378 - | 2017 SR41                | 29 agosto 2006    | Spacewatch          |
| 540379 - | 2017 SK42                | 30 novembre 2005  | Mount Lemmon Survey |
| 540380 - | 2017 SG43                | 15 settembre 2013 | CSS                 |
| 540381 - | 2017 SJ43                | 13 ottobre 2007   | CSS                 |
| 540382 - | 2017 SN43                | 21 novembre 2009  | Spacewatch          |
| 540383 - | 2017 SP43                | 15 marzo 2009     | Spacewatch          |
| 540384 - | 2017 SG44                | 22 dicembre 2008  | Spacewatch          |
| 540385 - | 2017 SH44                | 27 dicembre 2003  | Spacewatch          |
| 540386 - | 2017 SP45                | 9 gennaio 2006    | Mount Lemmon Survey |
| 540387 - | 2017 ST45                | 4 ottobre 2002    | LINEAR              |
| 540388 - | 2017 SW46                | 3 settembre 2008  | Spacewatch          |
| 540389 - | 2017 SO47                | 10 febbraio 2010  | Spacewatch          |
| 540390 - | 2017 SC48                | 18 settembre 2009 | Spacewatch          |
| 540391 - | 2017 SF48                | 26 gennaio 2006   | Spacewatch          |
| 540392 - | 2017 SK48                | 1º marzo 2008     | Spacewatch          |
| 540393 - | 2017 SL48                | 11 ottobre 2006   | Spacewatch          |
| 540394 - | 2017 SX48                | 5 marzo 2006      | Spacewatch          |
| 540395 - | 2017 SG49                | 27 febbraio 2012  | Pan-STARRS          |
| 540396 - | 2017 SU49                | 23 settembre 2008 | Spacewatch          |
| 540397 - | 2017 ST50                | 14 settembre 2013 | Spacewatch          |
| 540398 - | 2017 SD51                | 18 ottobre 2012   | Mount Lemmon Survey |
| 540399 - | 2017 SF51                | 9 ottobre 2007    | Spacewatch          |
| 540400 - | 2017 SR52                | 9 settembre 2010  | Oss. di Maiorca     |

## 540401–540500
| Nome          | Designazione provvisoria | Data di scoperta  | Scopritore          |
| ------------- | ------------------------ | ----------------- | ------------------- |
| 540401 -      | 2017 SB53                | 17 ottobre 2010   | Mount Lemmon Survey |
| 540402 -      | 2017 SD53                | 13 agosto 2010    | Spacewatch          |
| 540403 -      | 2017 SF53                | 19 novembre 2003  | Spacewatch          |
| 540404 -      | 2017 SJ53                | 29 febbraio 2012  | Mount Lemmon Survey |
| 540405 -      | 2017 SQ53                | 17 agosto 2009    | Spacewatch          |
| 540406 -      | 2017 SD54                | 31 marzo 2011     | Pan-STARRS          |
| 540407 -      | 2017 SF54                | 19 ottobre 2006   | Spacewatch          |
| 540408 -      | 2017 SV54                | 18 febbraio 2008  | Mount Lemmon Survey |
| 540409 -      | 2017 SE55                | 10 novembre 2009  | Spacewatch          |
| 540410 -      | 2017 SJ55                | 18 ottobre 2012   | Pan-STARRS          |
| 540411 -      | 2017 SN55                | 13 gennaio 2005   | Spacewatch          |
| 540412 -      | 2017 ST55                | 8 novembre 2009   | Mount Lemmon Survey |
| 540413 Nikzad | 2017 SU55                | 2 febbraio 2010   | WISE                |
| 540414 -      | 2017 SV55                | 12 novembre 2013  | Spacewatch          |
| 540415 -      | 2017 ST56                | 3 marzo 2008      | Mount Lemmon Survey |
| 540416 -      | 2017 SX57                | 10 dicembre 2009  | Mount Lemmon Survey |
| 540417 -      | 2017 SM58                | 29 maggio 2009    | Mount Lemmon Survey |
| 540418 -      | 2017 SR58                | 3 febbraio 2001   | Spacewatch          |
| 540419 -      | 2017 SR59                | 23 aprile 2011    | Pan-STARRS          |
| 540420 -      | 2017 SC60                | 7 gennaio 2006    | Mount Lemmon Survey |
| 540421 -      | 2017 SK61                | 21 novembre 2014  | Pan-STARRS          |
| 540422 -      | 2017 SM61                | 6 novembre 2010   | Mount Lemmon Survey |
| 540423 -      | 2017 SO61                | 30 gennaio 2008   | Mount Lemmon Survey |
| 540424 -      | 2017 SX61                | 15 maggio 2012    | Pan-STARRS          |
| 540425 -      | 2017 SZ62                | 8 ottobre 2004    | Spacewatch          |
| 540426 -      | 2017 SE63                | 22 settembre 2003 | Spacewatch          |
| 540427 -      | 2017 SR63                | 28 febbraio 2009  | Mount Lemmon Survey |
| 540428 -      | 2017 SK64                | 17 marzo 2004     | Spacewatch          |
| 540429 -      | 2017 SN64                | 11 ottobre 2007   | Spacewatch          |
| 540430 -      | 2017 SP64                | 31 gennaio 2006   | Spacewatch          |
| 540431 -      | 2017 SZ64                | 24 novembre 2008  | Spacewatch          |
| 540432 -      | 2017 SE66                | 28 ottobre 1997   | Spacewatch          |
| 540433 -      | 2017 SL66                | 20 gennaio 2002   | Spacewatch          |
| 540434 -      | 2017 SE69                | 22 novembre 2009  | Mount Lemmon Survey |
| 540435 -      | 2017 SR69                | 19 ottobre 2010   | Mount Lemmon Survey |
| 540436 -      | 2017 SV69                | 25 febbraio 2006  | Spacewatch          |
| 540437 -      | 2017 SC71                | 21 settembre 2008 | Mount Lemmon Survey |
| 540438 -      | 2017 SF71                | 2 ottobre 2000    | Spacewatch          |
| 540439 -      | 2017 SG72                | 2 settembre 2010  | Mount Lemmon Survey |
| 540440 -      | 2017 SF73                | 17 marzo 2005     | Spacewatch          |
| 540441 -      | 2017 ST73                | 28 gennaio 2003   | Spacewatch          |
| 540442 -      | 2017 SK74                | 1º gennaio 2008   | Mount Lemmon Survey |
| 540443 -      | 2017 SG75                | 3 marzo 2005      | Spacewatch          |
| 540444 -      | 2017 SF76                | 21 ottobre 2006   | Spacewatch          |
| 540445 -      | 2017 SW76                | 16 febbraio 2015  | Pan-STARRS          |
| 540446 -      | 2017 SF77                | 28 agosto 2006    | SSS                 |
| 540447 -      | 2017 SH77                | 20 novembre 2012  | CSS                 |
| 540448 -      | 2017 SJ77                | 30 gennaio 2011   | Pan-STARRS          |
| 540449 -      | 2017 SH78                | 6 ottobre 2012    | Spacewatch          |
| 540450 -      | 2017 SV78                | 24 settembre 2008 | Mount Lemmon Survey |
| 540451 -      | 2017 SW78                | 31 gennaio 2006   | Spacewatch          |
| 540452 -      | 2017 SO79                | 5 febbraio 2009   | Spacewatch          |
| 540453 -      | 2017 SS79                | 20 ottobre 2008   | Mount Lemmon Survey |
| 540454 -      | 2017 SF81                | 18 gennaio 2012   | Mount Lemmon Survey |
| 540455 -      | 2017 SV81                | 19 agosto 2006    | Spacewatch          |
| 540456 -      | 2017 SE82                | 7 ottobre 2004    | LINEAR              |
| 540457 -      | 2017 SF82                | 5 gennaio 2006    | Spacewatch          |
| 540458 -      | 2017 SJ82                | 29 gennaio 2007   | Spacewatch          |
| 540459 -      | 2017 SN82                | 24 agosto 2007    | Spacewatch          |
| 540460 -      | 2017 SS82                | 26 gennaio 2010   | WISE                |
| 540461 -      | 2017 SY82                | 1º dicembre 2008  | Spacewatch          |
| 540462 -      | 2017 SZ82                | 5 dicembre 2007   | Spacewatch          |
| 540463 -      | 2017 SA83                | 2 febbraio 2006   | Mount Lemmon Survey |
| 540464 -      | 2017 SD83                | 17 settembre 2004 | Spacewatch          |
| 540465 -      | 2017 SK83                | 15 gennaio 2005   | Spacewatch          |
| 540466 -      | 2017 SW83                | 20 ottobre 2008   | Spacewatch          |
| 540467 -      | 2017 SX83                | 24 gennaio 2007   | Spacewatch          |
| 540468 -      | 2017 SH84                | 13 settembre 2007 | Mount Lemmon Survey |
| 540469 -      | 2017 SN84                | 26 ottobre 2009   | Spacewatch          |
| 540470 -      | 2017 SV84                | 18 dicembre 2001  | LINEAR              |
| 540471 -      | 2017 SB85                | 1º ottobre 2008   | Spacewatch          |
| 540472 -      | 2017 SC85                | 23 ottobre 2008   | Spacewatch          |
| 540473 -      | 2017 SM85                | 22 novembre 2009  | Mount Lemmon Survey |
| 540474 -      | 2017 SV85                | 7 ottobre 2004    | LINEAR              |
| 540475 -      | 2017 SY85                | 15 ottobre 2004   | Mount Lemmon Survey |
| 540476 -      | 2017 SA86                | 8 ottobre 2008    | Spacewatch          |
| 540477 -      | 2017 SB86                | 14 marzo 2007     | Mount Lemmon Survey |
| 540478 -      | 2017 SG86                | 17 aprile 2009    | Spacewatch          |
| 540479 -      | 2017 SH86                | 7 gennaio 2006    | Mount Lemmon Survey |
| 540480 -      | 2017 SK86                | 4 aprile 2003     | Spacewatch          |
| 540481 -      | 2017 SR86                | 9 agosto 2013     | Pan-STARRS          |
| 540482 -      | 2017 SR87                | 20 settembre 2000 | Spacewatch          |
| 540483 -      | 2017 ST87                | 30 settembre 2007 | Spacewatch          |
| 540484 -      | 2017 SY87                | 18 novembre 2000  | Spacewatch          |
| 540485 -      | 2017 SZ87                | 27 novembre 2006  | Spacewatch          |
| 540486 -      | 2017 SF88                | 2 marzo 2011      | Mount Lemmon Survey |
| 540487 -      | 2017 SH88                | 13 ottobre 2010   | Mount Lemmon Survey |
| 540488 -      | 2017 SU88                | 26 settembre 2008 | Mount Lemmon Survey |
| 540489 -      | 2017 SX88                | 21 dicembre 2007  | Mount Lemmon Survey |
| 540490 -      | 2017 SS89                | 23 settembre 2008 | Spacewatch          |
| 540491 -      | 2017 SY89                | 2 luglio 2013     | Pan-STARRS          |
| 540492 -      | 2017 SP90                | 24 ottobre 2013   | CSS                 |
| 540493 -      | 2017 SO91                | 25 dicembre 2005  | Spacewatch          |
| 540494 -      | 2017 SW91                | 28 agosto 2013    | CSS                 |
| 540495 -      | 2017 SD92                | 12 aprile 2004    | Spacewatch          |
| 540496 -      | 2017 SM93                | 15 settembre 2004 | Spacewatch          |
| 540497 -      | 2017 SN93                | 13 settembre 2005 | Spacewatch          |
| 540498 -      | 2017 ST93                | 2 aprile 2006     | Spacewatch          |
| 540499 -      | 2017 SV93                | 20 novembre 2009  | Mount Lemmon Survey |
| 540500 -      | 2017 SC94                | 2 ottobre 2008    | Spacewatch          |

## 540501–540600
| Nome     | Designazione provvisoria | Data di scoperta  | Scopritore          |
| -------- | ------------------------ | ----------------- | ------------------- |
| 540501 - | 2017 SG94                | 4 ottobre 2004    | Spacewatch          |
| 540502 - | 2017 SN94                | 2 febbraio 2009   | Mount Lemmon Survey |
| 540503 - | 2017 ST95                | 10 novembre 2013  | Mount Lemmon Survey |
| 540504 - | 2017 SU95                | 14 febbraio 2010  | Mount Lemmon Survey |
| 540505 - | 2017 SX95                | 9 ottobre 2013    | Mount Lemmon Survey |
| 540506 - | 2017 SD96                | 6 ottobre 2008    | Mount Lemmon Survey |
| 540507 - | 2017 SP96                | 9 aprile 2010     | WISE                |
| 540508 - | 2017 ST96                | 11 gennaio 2008   | Spacewatch          |
| 540509 - | 2017 SV96                | 30 ottobre 2009   | Mount Lemmon Survey |
| 540510 - | 2017 SE97                | 23 settembre 2008 | Spacewatch          |
| 540511 - | 2017 SJ97                | 10 settembre 2007 | Spacewatch          |
| 540512 - | 2017 ST97                | 30 novembre 2003  | Spacewatch          |
| 540513 - | 2017 SG98                | 17 novembre 2001  | Spacewatch          |
| 540514 - | 2017 SK98                | 26 febbraio 2012  | Pan-STARRS          |
| 540515 - | 2017 SN98                | 3 dicembre 2004   | Spacewatch          |
| 540516 - | 2017 SB99                | 21 ottobre 2008   | Mount Lemmon Survey |
| 540517 - | 2017 SR99                | 25 novembre 2005  | CSS                 |
| 540518 - | 2017 SM100               | 4 dicembre 2005   | Spacewatch          |
| 540519 - | 2017 SH101               | 12 gennaio 2008   | Spacewatch          |
| 540520 - | 2017 SD102               | 6 ottobre 2012    | Pan-STARRS          |
| 540521 - | 2017 SF102               | 15 marzo 2004     | Spacewatch          |
| 540522 - | 2017 SN102               | 19 ottobre 2006   | Spacewatch          |
| 540523 - | 2017 SS102               | 26 aprile 2006    | Spacewatch          |
| 540524 - | 2017 ST102               | 8 settembre 2007  | LONEOS              |
| 540525 - | 2017 SZ102               | 15 gennaio 2009   | Spacewatch          |
| 540526 - | 2017 SB103               | 18 novembre 2009  | Spacewatch          |
| 540527 - | 2017 SD103               | 9 settembre 2008  | CSS                 |
| 540528 - | 2017 SJ103               | 18 gennaio 2015   | Spacewatch          |
| 540529 - | 2017 ST103               | 22 ottobre 2008   | Spacewatch          |
| 540530 - | 2017 SU104               | 9 ottobre 2004    | Spacewatch          |
| 540531 - | 2017 SF105               | 1º ottobre 2000   | LINEAR              |
| 540532 - | 2017 SG105               | 20 novembre 2007  | Mount Lemmon Survey |
| 540533 - | 2017 SO105               | 27 novembre 2008  | Oss. di Maiorca     |
| 540534 - | 2017 SK106               | 27 agosto 2006    | Spacewatch          |
| 540535 - | 2017 SN106               | 21 agosto 2004    | SSS                 |
| 540536 - | 2017 SO106               | 11 marzo 2007     | Mount Lemmon Survey |
| 540537 - | 2017 SW106               | 29 giugno 2005    | Spacewatch          |
| 540538 - | 2017 SX106               | 21 ottobre 2006   | Spacewatch          |
| 540539 - | 2017 SE107               | 13 maggio 2004    | LINEAR              |
| 540540 - | 2017 SD108               | 19 novembre 2007  | Mount Lemmon Survey |
| 540541 - | 2017 SU108               | 27 settembre 2006 | Spacewatch          |
| 540542 - | 2017 SW108               | 27 giugno 2011    | Spacewatch          |
| 540543 - | 2017 SA109               | 25 ottobre 2003   | Spacewatch          |
| 540544 - | 2017 SL112               | 17 settembre 1995 | Spacewatch          |
| 540545 - | 2017 SO113               | 11 novembre 2006  | Spacewatch          |
| 540546 - | 2017 SN114               | 5 gennaio 2006    | Spacewatch          |
| 540547 - | 2017 SO114               | 21 maggio 2006    | Mount Lemmon Survey |
| 540548 - | 2017 SS114               | 17 novembre 2006  | Mount Lemmon Survey |
| 540549 - | 2017 SU114               | 1º ottobre 2003   | Spacewatch          |
| 540550 - | 2017 SG115               | 23 febbraio 2011  | Pan-STARRS          |
| 540551 - | 2017 SD118               | 20 febbraio 2006  | Spacewatch          |
| 540552 - | 2017 SF118               | 27 giugno 2004    | SSS                 |
| 540553 - | 2017 SZ123               | 3 gennaio 2009    | Spacewatch          |
| 540554 - | 2017 SX124               | 26 gennaio 2006   | Spacewatch          |
| 540555 - | 2017 SJ125               | 7 novembre 2012   | Spacewatch          |
| 540556 - | 2017 SN125               | 30 luglio 2008    | Spacewatch          |
| 540557 - | 2017 SR125               | 9 febbraio 2014   | Spacewatch          |
| 540558 - | 2017 SZ125               | 20 marzo 2007     | Mount Lemmon Survey |
| 540559 - | 2017 SC126               | 4 marzo 2005      | Spacewatch          |
| 540560 - | 2017 SK126               | 29 aprile 2011    | Mount Lemmon Survey |
| 540561 - | 2017 SR126               | 17 ottobre 2006   | Mount Lemmon Survey |
| 540562 - | 2017 SX126               | 31 gennaio 2008   | Mount Lemmon Survey |
| 540563 - | 2017 SZ126               | 1º febbraio 2009  | Spacewatch          |
| 540564 - | 2017 SA127               | 13 dicembre 1999  | Spacewatch          |
| 540565 - | 2017 SD127               | 18 novembre 2006  | Mount Lemmon Survey |
| 540566 - | 2017 SJ127               | 18 gennaio 2008   | Mount Lemmon Survey |
| 540567 - | 2017 SL127               | 30 gennaio 2009   | Mount Lemmon Survey |
| 540568 - | 2017 SR127               | 10 dicembre 2012  | Pan-STARRS          |
| 540569 - | 2017 SE128               | 3 settembre 2008  | Spacewatch          |
| 540570 - | 2017 SF128               | 20 dicembre 2009  | Mount Lemmon Survey |
| 540571 - | 2017 SM128               | 9 marzo 2008      | Mount Lemmon Survey |
| 540572 - | 2017 SP128               | 30 settembre 2006 | Mount Lemmon Survey |
| 540573 - | 2017 SU128               | 9 ottobre 2005    | Spacewatch          |
| 540574 - | 2017 SB130               | 20 aprile 2006    | Spacewatch          |
| 540575 - | 2017 SP130               | 8 febbraio 2007   | Mount Lemmon Survey |
| 540576 - | 2017 SP131               | 28 dicembre 2007  | Spacewatch          |
| 540577 - | 2017 SY131               | 17 settembre 2004 | Spacewatch          |
| 540578 - | 2017 SF132               | 25 settembre 2006 | CSS                 |
| 540579 - | 2017 TQ                  | 23 ottobre 2012   | Mount Lemmon Survey |
| 540580 - | 2017 TA7                 | 9 ottobre 2012    | Pan-STARRS          |
| 540581 - | 2017 TD7                 | 20 gennaio 2015   | Mount Lemmon Survey |
| 540582 - | 2017 TE7                 | 8 novembre 2007   | Spacewatch          |
| 540583 - | 2017 TL7                 | 12 novembre 2010  | Mount Lemmon Survey |
| 540584 - | 2017 TS7                 | 19 novembre 2000  | LINEAR              |
| 540585 - | 2017 TR8                 | 27 novembre 2013  | Spacewatch          |
| 540586 - | 2017 TZ8                 | 20 ottobre 2012   | Pan-STARRS          |
| 540587 - | 2017 TC10                | 3 ottobre 2013    | Mount Lemmon Survey |
| 540588 - | 2017 TJ10                | 12 novembre 2001  | LINEAR              |
| 540589 - | 2017 TK10                | 8 ottobre 2008    | Spacewatch          |
| 540590 - | 2017 TO10                | 3 dicembre 2004   | Spacewatch          |
| 540591 - | 2017 TW10                | 4 ottobre 2006    | Mount Lemmon Survey |
| 540592 - | 2017 TW11                | 30 settembre 2006 | Mount Lemmon Survey |
| 540593 - | 2017 TB13                | 2 aprile 2016     | Mount Lemmon Survey |
| 540594 - | 2017 TD13                | 31 gennaio 2006   | Spacewatch          |
| 540595 - | 2017 TE13                | 15 dicembre 2004  | Spacewatch          |
| 540596 - | 2017 UP3                 | 21 ottobre 2008   | Spacewatch          |
| 540597 - | 2017 UQ3                 | 10 ottobre 2008   | Mount Lemmon Survey |
| 540598 - | 2017 UM4                 | 1º aprile 2011    | Mount Lemmon Survey |
| 540599 - | 2017 UY6                 | 6 aprile 2005     | CSS                 |
| 540600 - | 2017 UN8                 | 31 ottobre 2008   | Mount Lemmon Survey |

## 540601–540700
| Nome     | Designazione provvisoria | Data di scoperta  | Scopritore          |
| -------- | ------------------------ | ----------------- | ------------------- |
| 540601 - | 2017 UU11                | 22 novembre 2006  | CSS                 |
| 540602 - | 2017 UX11                | 20 agosto 2011    | Pan-STARRS          |
| 540603 - | 2017 UM13                | 25 gennaio 2009   | Spacewatch          |
| 540604 - | 2017 UO13                | 3 gennaio 2009    | Mount Lemmon Survey |
| 540605 - | 2017 UT13                | 28 agosto 2006    | CSS                 |
| 540606 - | 2017 UW14                | 15 settembre 2007 | CSS                 |
| 540607 - | 2017 UR15                | 10 marzo 2016     | Pan-STARRS          |
| 540608 - | 2017 UT15                | 20 ottobre 2008   | Spacewatch          |
| 540609 - | 2017 UG16                | 20 settembre 1995 | Spacewatch          |
| 540610 - | 2017 UF17                | 27 agosto 2006    | Spacewatch          |
| 540611 - | 2017 UJ18                | 25 agosto 2004    | Spacewatch          |
| 540612 - | 2017 UD19                | 30 luglio 2008    | Spacewatch          |
| 540613 - | 2017 UJ19                | 15 novembre 2014  | Mount Lemmon Survey |
| 540614 - | 2017 UR19                | 27 febbraio 2015  | Pan-STARRS          |
| 540615 - | 2017 UB20                | 10 dicembre 2013  | Mount Lemmon Survey |
| 540616 - | 2017 UF20                | 25 settembre 2008 | Mount Lemmon Survey |
| 540617 - | 2017 UJ20                | 29 aprile 2003    | Spacewatch          |
| 540618 - | 2017 UJ21                | 24 novembre 2013  | Pan-STARRS          |
| 540619 - | 2017 UL21                | 11 ottobre 2007   | Spacewatch          |
| 540620 - | 2017 UM21                | 14 maggio 2009    | Spacewatch          |
| 540621 - | 2017 UR21                | 9 maggio 2011     | Mount Lemmon Survey |
| 540622 - | 2017 US21                | 31 gennaio 2006   | Spacewatch          |
| 540623 - | 2017 UU22                | 16 febbraio 2015  | Pan-STARRS          |
| 540624 - | 2017 UZ22                | 25 ottobre 2008   | Mount Lemmon Survey |
| 540625 - | 2017 UA23                | 15 dicembre 2009  | Mount Lemmon Survey |
| 540626 - | 2017 UF23                | 23 settembre 2008 | Mount Lemmon Survey |
| 540627 - | 2017 US23                | 27 marzo 2003     | Spacewatch          |
| 540628 - | 2017 UH24                | 10 ottobre 2010   | Mount Lemmon Survey |
| 540629 - | 2017 UX24                | 23 novembre 2014  | Mount Lemmon Survey |
| 540630 - | 2017 UM25                | 20 gennaio 2015   | Pan-STARRS          |
| 540631 - | 2017 UR25                | 18 febbraio 2015  | Pan-STARRS          |
| 540632 - | 2017 UD26                | 6 ottobre 2008    | Mount Lemmon Survey |
| 540633 - | 2017 UE26                | 30 ottobre 2013   | Pan-STARRS          |
| 540634 - | 2017 UJ26                | 14 novembre 2012  | Spacewatch          |
| 540635 - | 2017 UG27                | 26 novembre 2013  | Pan-STARRS          |
| 540636 - | 2017 UN27                | 6 settembre 2008  | Spacewatch          |
| 540637 - | 2017 UL28                | 27 febbraio 2015  | Pan-STARRS          |
| 540638 - | 2017 UM28                | 29 ottobre 2008   | Mount Lemmon Survey |
| 540639 - | 2017 UP28                | 17 settembre 2003 | Spacewatch          |
| 540640 - | 2017 UH29                | 10 novembre 2004  | Spacewatch          |
| 540641 - | 2017 UL29                | 2 novembre 2013   | Spacewatch          |
| 540642 - | 2017 UM29                | 12 aprile 2016    | Pan-STARRS          |
| 540643 - | 2017 UO29                | 2 febbraio 2006   | Spacewatch          |
| 540644 - | 2017 UW29                | 13 novembre 2012  | Mount Lemmon Survey |
| 540645 - | 2017 UX29                | 27 ottobre 2008   | Spacewatch          |
| 540646 - | 2017 UM31                | 18 febbraio 2015  | Pan-STARRS          |
| 540647 - | 2017 UW31                | 13 settembre 2013 | Mount Lemmon Survey |
| 540648 - | 2017 UT32                | 4 ottobre 2004    | Spacewatch          |
| 540649 - | 2017 UB33                | 22 settembre 2003 | LONEOS              |
| 540650 - | 2017 UK33                | 21 ottobre 2003   | Spacewatch          |
| 540651 - | 2017 US33                | 18 gennaio 2009   | Spacewatch          |
| 540652 - | 2017 UA34                | 17 dicembre 2007  | Mount Lemmon Survey |
| 540653 - | 2017 UE34                | 25 settembre 2008 | Spacewatch          |
| 540654 - | 2017 UF34                | 26 agosto 2012    | Pan-STARRS          |
| 540655 - | 2017 UE35                | 24 settembre 2008 | Spacewatch          |
| 540656 - | 2017 UK35                | 28 settembre 1994 | Spacewatch          |
| 540657 - | 2017 UO35                | 10 ottobre 2012   | Pan-STARRS          |
| 540658 - | 2017 UW36                | 13 ottobre 2007   | Spacewatch          |
| 540659 - | 2017 UY36                | 26 gennaio 2006   | Spacewatch          |
| 540660 - | 2017 UM37                | 10 ottobre 2005   | Spacewatch          |
| 540661 - | 2017 UR37                | 16 ottobre 2006   | CSS                 |
| 540662 - | 2017 UU37                | 5 aprile 2003     | Spacewatch          |
| 540663 - | 2017 UV37                | 25 ottobre 2005   | Mount Lemmon Survey |
| 540664 - | 2017 UL38                | 18 ottobre 1998   | Spacewatch          |
| 540665 - | 2017 UU38                | 5 febbraio 2011   | Mount Lemmon Survey |
| 540666 - | 2017 UK39                | 18 marzo 2009     | Spacewatch          |
| 540667 - | 2017 UE40                | 29 dicembre 2008  | Mount Lemmon Survey |
| 540668 - | 2017 US41                | 27 novembre 2013  | Pan-STARRS          |
| 540669 - | 2017 UR42                | 1º settembre 2008 | SSS                 |
| 540670 - | 2017 UU44                | 27 aprile 2008    | Mount Lemmon Survey |
| 540671 - | 2017 UT45                | 11 settembre 2007 | Spacewatch          |
| 540672 - | 2017 UV45                | 25 settembre 2006 | Mount Lemmon Survey |
| 540673 - | 2017 UJ46                | 23 ottobre 2006   | Mount Lemmon Survey |
| 540674 - | 2017 UT46                | 21 aprile 2006    | Spacewatch          |
| 540675 - | 2017 UU46                | 28 novembre 2013  | Mount Lemmon Survey |
| 540676 - | 2017 UC47                | 22 aprile 2012    | Spacewatch          |
| 540677 - | 2017 UW47                | 9 settembre 2008  | CSS                 |
| 540678 - | 2017 UN48                | 11 marzo 2014     | Mount Lemmon Survey |
| 540679 - | 2017 UE49                | 25 marzo 2014     | Mount Lemmon Survey |
| 540680 - | 2017 UZ49                | 13 gennaio 2015   | Pan-STARRS          |
| 540681 - | 2017 UH50                | 10 ottobre 2008   | Mount Lemmon Survey |
| 540682 - | 2017 UA51                | 16 gennaio 2015   | Pan-STARRS          |
| 540683 - | 2017 VO2                 | 29 marzo 2009     | CSS                 |
| 540684 - | 2017 VS2                 | 25 marzo 2015     | Pan-STARRS          |
| 540685 - | 2017 VU2                 | 28 novembre 2013  | Mount Lemmon Survey |
| 540686 - | 2017 VL3                 | 17 gennaio 2013   | Pan-STARRS          |
| 540687 - | 2017 VJ4                 | 30 settembre 2006 | Mount Lemmon Survey |
| 540688 - | 2017 VO4                 | 3 marzo 2010      | WISE                |
| 540689 - | 2017 VS4                 | 18 aprile 2010    | WISE                |
| 540690 - | 2017 VG5                 | 8 aprile 2008     | Mount Lemmon Survey |
| 540691 - | 2017 VL5                 | 27 novembre 2009  | Mount Lemmon Survey |
| 540692 - | 2017 VN5                 | 3 maggio 2005     | Spacewatch          |
| 540693 - | 2017 VU5                 | 1º novembre 2000  | LINEAR              |
| 540694 - | 2017 VB6                 | 21 marzo 2015     | Pan-STARRS          |
| 540695 - | 2017 VW6                 | 17 novembre 2009  | CSS                 |
| 540696 - | 2017 VK7                 | 19 settembre 2006 | Spacewatch          |
| 540697 - | 2017 VL7                 | 8 marzo 2014      | Mount Lemmon Survey |
| 540698 - | 2017 VQ7                 | 19 settembre 2003 | Spacewatch          |
| 540699 - | 2017 VU7                 | 28 marzo 2009     | Spacewatch          |
| 540700 - | 2017 VY7                 | 9 ottobre 2008    | Spacewatch          |

## 540701–540800
| Nome     | Designazione provvisoria | Data di scoperta  | Scopritore          |
| -------- | ------------------------ | ----------------- | ------------------- |
| 540701 - | 2017 VV8                 | 24 ottobre 2011   | Mount Lemmon Survey |
| 540702 - | 2017 VQ9                 | 19 settembre 2011 | Pan-STARRS          |
| 540703 - | 2017 VT9                 | 1º aprile 2011    | Spacewatch          |
| 540704 - | 2017 VU9                 | 10 ottobre 2008   | Mount Lemmon Survey |
| 540705 - | 2017 VW9                 | 1º marzo 2008     | Spacewatch          |
| 540706 - | 2017 VD10                | 13 novembre 2013  | Mount Lemmon Survey |
| 540707 - | 2017 VT10                | 10 dicembre 2012  | Pan-STARRS          |
| 540708 - | 2017 VL11                | 26 marzo 2011     | Spacewatch          |
| 540709 - | 2017 VU11                | 29 gennaio 2015   | Pan-STARRS          |
| 540710 - | 2017 VW15                | 5 gennaio 2002    | Spacewatch          |
| 540711 - | 2017 VB17                | 20 novembre 2004  | Spacewatch          |
| 540712 - | 2017 VJ17                | 8 ottobre 2008    | Mount Lemmon Survey |
| 540713 - | 2017 VW17                | 4 settembre 2011  | Pan-STARRS          |
| 540714 - | 2017 VR19                | 22 ottobre 2012   | Mount Lemmon Survey |
| 540715 - | 2017 VS19                | 11 dicembre 2010  | Mount Lemmon Survey |
| 540716 - | 2017 VU19                | 9 novembre 2006   | Spacewatch          |
| 540717 - | 2017 VK23                | 30 aprile 2011    | Mount Lemmon Survey |
| 540718 - | 2017 VM24                | 26 gennaio 2001   | Spacewatch          |
| 540719 - | 2017 VO24                | 21 settembre 2003 | Spacewatch          |
| 540720 - | 2017 VQ24                | 28 ottobre 2006   | Spacewatch          |
| 540721 - | 2017 VH25                | 9 ottobre 2012    | Mount Lemmon Survey |
| 540722 - | 2017 VO25                | 19 ottobre 2008   | Spacewatch          |
| 540723 - | 2017 VT25                | 17 novembre 2006  | Spacewatch          |
| 540724 - | 2017 VX25                | 8 luglio 2016     | Pan-STARRS          |
| 540725 - | 2017 VR27                | 21 novembre 2008  | Spacewatch          |
| 540726 - | 2017 VX27                | 20 novembre 2006  | Spacewatch          |
| 540727 - | 2017 VE31                | 1º ottobre 2005   | Mount Lemmon Survey |
| 540728 - | 2017 VF31                | 21 marzo 2015     | Pan-STARRS          |
| 540729 - | 2017 VG31                | 10 ottobre 2004   | Spacewatch          |
| 540730 - | 2017 VK31                | 9 novembre 2004   | CSS                 |
| 540731 - | 2017 VM31                | 11 marzo 2002     | Spacewatch          |
| 540732 - | 2017 VT31                | 16 febbraio 2015  | Pan-STARRS          |
| 540733 - | 2017 VW31                | 18 giugno 2013    | Pan-STARRS          |
| 540734 - | 2017 VV32                | 11 aprile 2011    | Mount Lemmon Survey |
| 540735 - | 2017 WR2                 | 8 novembre 2007   | Mount Lemmon Survey |
| 540736 - | 2017 WN3                 | 26 novembre 2006  | Spacewatch          |
| 540737 - | 2017 WP3                 | 22 ottobre 2003   | Spacewatch          |
| 540738 - | 2017 WR3                 | 28 settembre 2003 | Spacewatch          |
| 540739 - | 2017 WX3                 | 2 ottobre 2006    | Mount Lemmon Survey |
| 540740 - | 2017 WA4                 | 12 marzo 2014     | Mount Lemmon Survey |
| 540741 - | 2017 WB4                 | 24 agosto 2011    | Pan-STARRS          |
| 540742 - | 2017 WN4                 | 8 ottobre 2012    | Mount Lemmon Survey |
| 540743 - | 2017 WP4                 | 15 dicembre 2001  | LINEAR              |
| 540744 - | 2017 WQ4                 | 17 gennaio 2007   | CSS                 |
| 540745 - | 2017 WC5                 | 19 febbraio 2010  | CSS                 |
| 540746 - | 2017 WR6                 | 23 ottobre 2003   | Spacewatch          |
| 540747 - | 2017 WZ7                 | 17 marzo 2009     | Spacewatch          |
| 540748 - | 2017 WD9                 | 13 novembre 2006  | Spacewatch          |
| 540749 - | 2017 WN9                 | 9 novembre 2009   | Spacewatch          |
| 540750 - | 2017 WT9                 | 2 novembre 2000   | LINEAR              |
| 540751 - | 2017 WX9                 | 14 marzo 2007     | CSS                 |
| 540752 - | 2017 WO12                | 9 ottobre 2004    | Spacewatch          |
| 540753 - | 2017 WQ19                | 9 ottobre 2008    | Mount Lemmon Survey |
| 540754 - | 2017 WB21                | 30 ottobre 2010   | Mount Lemmon Survey |
| 540755 - | 2017 WH21                | 25 dicembre 2013  | Spacewatch          |
| 540756 - | 2017 WW21                | 12 gennaio 2010   | CSS                 |
| 540757 - | 2017 WZ23                | 19 agosto 2006    | Spacewatch          |
| 540758 - | 2017 WB24                | 25 gennaio 2015   | Pan-STARRS          |
| 540759 - | 2017 WX24                | 15 gennaio 2005   | Spacewatch          |
| 540760 - | 2017 WL26                | 10 febbraio 2014  | Pan-STARRS          |
| 540761 - | 2017 WU26                | 17 agosto 2012    | Pan-STARRS          |
| 540762 - | 2017 WH27                | 7 novembre 2004   | LINEAR              |
| 540763 - | 2017 WS27                | 18 luglio 2013    | Pan-STARRS          |
| 540764 - | 2017 WH29                | 27 dicembre 2006  | Mount Lemmon Survey |
| 540765 - | 2017 WO29                | 21 settembre 2003 | LONEOS              |
| 540766 - | 2017 WU29                | 22 ottobre 2006   | SSS                 |
| 540767 - | 2017 WV29                | 18 settembre 2006 | CSS                 |
| 540768 - | 2017 WC30                | 3 marzo 1997      | Spacewatch          |
| 540769 - | 2017 XY1                 | 18 dicembre 2001  | LINEAR              |
| 540770 - | 2017 XF3                 | 24 ottobre 2008   | SSS                 |
| 540771 - | 2017 XJ3                 | 6 ottobre 2005    | Mount Lemmon Survey |
| 540772 - | 2017 XM3                 | 13 gennaio 2011   | Spacewatch          |
| 540773 - | 2017 XQ3                 | 1º ottobre 2003   | Spacewatch          |
| 540774 - | 2017 XR3                 | 16 giugno 2012    | Pan-STARRS          |
| 540775 - | 2017 XF4                 | 3 aprile 2011     | Pan-STARRS          |
| 540776 - | 2017 XG4                 | 1º febbraio 2008  | CSS                 |
| 540777 - | 2017 XJ4                 | 17 settembre 2009 | Mount Lemmon Survey |
| 540778 - | 2017 XK4                 | 4 giugno 2011     | Mount Lemmon Survey |
| 540779 - | 2017 XM4                 | 21 gennaio 2014   | Spacewatch          |
| 540780 - | 2017 XO4                 | 8 giugno 2016     | Pan-STARRS          |
| 540781 - | 2017 XS4                 | 21 dicembre 2014  | Mount Lemmon Survey |
| 540782 - | 2017 XX4                 | 5 marzo 2008      | Mount Lemmon Survey |
| 540783 - | 2017 XA5                 | 24 febbraio 2010  | WISE                |
| 540784 - | 2017 XN5                 | 18 giugno 2015    | Pan-STARRS          |
| 540785 - | 2017 XH6                 | 7 agosto 2016     | Pan-STARRS          |
| 540786 - | 2017 XK6                 | 24 settembre 2011 | Pan-STARRS          |
| 540787 - | 2017 XL6                 | 20 settembre 2009 | Mount Lemmon Survey |
| 540788 - | 2017 XV6                 | 19 marzo 2009     | Spacewatch          |
| 540789 - | 2017 XJ7                 | 12 gennaio 2010   | Mount Lemmon Survey |
| 540790 - | 2017 XQ7                 | 30 gennaio 2011   | Mount Lemmon Survey |
| 540791 - | 2017 XA8                 | 11 giugno 2015    | Pan-STARRS          |
| 540792 - | 2017 XL8                 | 29 settembre 2003 | Spacewatch          |
| 540793 - | 2017 XO8                 | 20 agosto 2009    | Oss. di Maiorca     |
| 540794 - | 2017 XH9                 | 9 ottobre 2012    | Mount Lemmon Survey |
| 540795 - | 2017 XB10                | 24 settembre 2012 | Spacewatch          |
| 540796 - | 2017 XG10                | 23 novembre 2006  | Spacewatch          |
| 540797 - | 2017 XJ10                | 22 settembre 2008 | Spacewatch          |
| 540798 - | 2017 XM10                | 28 gennaio 2007   | Spacewatch          |
| 540799 - | 2017 XN10                | 31 ottobre 2013   | Mount Lemmon Survey |
| 540800 - | 2017 XP10                | 26 novembre 2013  | Mount Lemmon Survey |

## 540801–540900
| Nome     | Designazione provvisoria | Data di scoperta  | Scopritore          |
| -------- | ------------------------ | ----------------- | ------------------- |
| 540801 - | 2017 XR10                | 17 settembre 2004 | Spacewatch          |
| 540802 - | 2017 XS10                | 22 dicembre 2012  | Pan-STARRS          |
| 540803 - | 2017 XW10                | 12 novembre 2005  | Spacewatch          |
| 540804 - | 2017 XD11                | 27 ottobre 2006   | Mount Lemmon Survey |
| 540805 - | 2017 XE11                | 22 ottobre 2006   | Spacewatch          |
| 540806 - | 2017 XF11                | 29 novembre 2005  | Spacewatch          |
| 540807 - | 2017 XO11                | 26 novembre 2005  | Spacewatch          |
| 540808 - | 2017 XT11                | 3 agosto 2004     | SSS                 |
| 540809 - | 2017 XH12                | 22 aprile 2007    | Spacewatch          |
| 540810 - | 2017 XJ12                | 10 settembre 2007 | Spacewatch          |
| 540811 - | 2017 XK12                | 30 settembre 2006 | Mount Lemmon Survey |
| 540812 - | 2017 XO12                | 10 ottobre 2012   | Mount Lemmon Survey |
| 540813 - | 2017 XU12                | 27 ottobre 2006   | Mount Lemmon Survey |
| 540814 - | 2017 XJ13                | 6 settembre 2013  | Spacewatch          |
| 540815 - | 2017 XX13                | 25 gennaio 2006   | Spacewatch          |
| 540816 - | 2017 XA14                | 18 novembre 2008  | Spacewatch          |
| 540817 - | 2017 XK14                | 20 gennaio 2015   | Pan-STARRS          |
| 540818 - | 2017 XP14                | 10 agosto 2007    | Spacewatch          |
| 540819 - | 2017 XT14                | 28 gennaio 2015   | Pan-STARRS          |
| 540820 - | 2017 XY14                | 12 novembre 2012  | Spacewatch          |
| 540821 - | 2017 XA15                | 28 settembre 2003 | Spacewatch          |
| 540822 - | 2017 XG15                | 28 settembre 2011 | Spacewatch          |
| 540823 - | 2017 XO15                | 22 aprile 2004    | Spacewatch          |
| 540824 - | 2017 XY15                | 4 maggio 2006     | Mount Lemmon Survey |
| 540825 - | 2017 XB16                | 8 maggio 2011     | Mount Lemmon Survey |
| 540826 - | 2017 XF16                | 31 ottobre 2008   | Spacewatch          |
| 540827 - | 2017 XJ16                | 29 gennaio 2009   | Spacewatch          |
| 540828 - | 2017 XL16                | 24 febbraio 2014  | Pan-STARRS          |
| 540829 - | 2017 XQ16                | 25 settembre 2008 | Spacewatch          |
| 540830 - | 2017 XW16                | 3 settembre 2008  | Spacewatch          |
| 540831 - | 2017 XZ16                | 27 settembre 2006 | Spacewatch          |
| 540832 - | 2017 XC17                | 30 novembre 2003  | Spacewatch          |
| 540833 - | 2017 XL17                | 25 dicembre 2013  | Spacewatch          |
| 540834 - | 2017 XN17                | 23 aprile 2015    | Pan-STARRS          |
| 540835 - | 2017 XO17                | 25 luglio 2011    | Pan-STARRS          |
| 540836 - | 2017 XU17                | 11 dicembre 2004  | Spacewatch          |
| 540837 - | 2017 XD18                | 26 gennaio 2006   | Spacewatch          |
| 540838 - | 2017 XJ18                | 17 gennaio 2009   | Spacewatch          |
| 540839 - | 2017 XU18                | 10 ottobre 2012   | Mount Lemmon Survey |
| 540840 - | 2017 XW18                | 23 febbraio 2007  | Spacewatch          |
| 540841 - | 2017 XP19                | 1º dicembre 2000  | Spacewatch          |
| 540842 - | 2017 XV19                | 10 ottobre 2008   | Mount Lemmon Survey |
| 540843 - | 2017 XA20                | 29 agosto 2016    | Mount Lemmon Survey |
| 540844 - | 2017 XF20                | 23 dicembre 2012  | Pan-STARRS          |
| 540845 - | 2017 XS20                | 13 ottobre 2010   | Mount Lemmon Survey |
| 540846 - | 2017 XK21                | 7 giugno 2016     | Pan-STARRS          |
| 540847 - | 2017 XO21                | 1º novembre 2007  | Spacewatch          |
| 540848 - | 2017 XT21                | 18 dicembre 2007  | Mount Lemmon Survey |
| 540849 - | 2017 XU21                | 19 gennaio 2015   | Mount Lemmon Survey |
| 540850 - | 2017 XV21                | 8 ottobre 2012    | Mount Lemmon Survey |
| 540851 - | 2017 XW21                | 22 agosto 2003    | CINEOS              |
| 540852 - | 2017 XR22                | 29 settembre 2000 | Spacewatch          |
| 540853 - | 2017 XX22                | 8 aprile 2006     | Spacewatch          |
| 540854 - | 2017 XD23                | 16 aprile 2012    | Pan-STARRS          |
| 540855 - | 2017 XG23                | 16 settembre 2009 | Mount Lemmon Survey |
| 540856 - | 2017 XL23                | 5 settembre 2010  | Mount Lemmon Survey |
| 540857 - | 2017 XQ23                | 27 agosto 2006    | Spacewatch          |
| 540858 - | 2017 XB24                | 23 settembre 2008 | Spacewatch          |
| 540859 - | 2017 XO24                | 19 novembre 2008  | Spacewatch          |
| 540860 - | 2017 XT24                | 18 gennaio 2009   | Mount Lemmon Survey |
| 540861 - | 2017 XW24                | 1º marzo 2008     | Spacewatch          |
| 540862 - | 2017 XK25                | 30 ottobre 2007   | Spacewatch          |
| 540863 - | 2017 XY25                | 30 settembre 2006 | Mount Lemmon Survey |
| 540864 - | 2017 XA26                | 11 novembre 2013  | Mount Lemmon Survey |
| 540865 - | 2017 XG26                | 10 settembre 2007 | Mount Lemmon Survey |
| 540866 - | 2017 XP26                | 30 settembre 2003 | Spacewatch          |
| 540867 - | 2017 XS26                | 27 settembre 2011 | Mount Lemmon Survey |
| 540868 - | 2017 XU26                | 6 novembre 2008   | Mount Lemmon Survey |
| 540869 - | 2017 XY26                | 10 novembre 2010  | Mount Lemmon Survey |
| 540870 - | 2017 XH27                | 26 febbraio 2014  | Pan-STARRS          |
| 540871 - | 2017 XN27                | 1º aprile 2014    | Mount Lemmon Survey |
| 540872 - | 2017 XF28                | 26 settembre 2008 | Spacewatch          |
| 540873 - | 2017 XP28                | 28 gennaio 2014   | Mount Lemmon Survey |
| 540874 - | 2017 XQ28                | 18 dicembre 2007  | Spacewatch          |
| 540875 - | 2017 XS28                | 10 aprile 2015    | Spacewatch          |
| 540876 - | 2017 XV28                | 9 febbraio 2008   | Spacewatch          |
| 540877 - | 2017 XY28                | 17 ottobre 2012   | Mount Lemmon Survey |
| 540878 - | 2017 XE29                | 4 novembre 2012   | Mount Lemmon Survey |
| 540879 - | 2017 XK29                | 9 novembre 1999   | Spacewatch          |
| 540880 - | 2017 XM29                | 19 novembre 2006  | Spacewatch          |
| 540881 - | 2017 XN29                | 27 agosto 2006    | Spacewatch          |
| 540882 - | 2017 XW29                | 18 ottobre 2007   | Mount Lemmon Survey |
| 540883 - | 2017 XX29                | 5 marzo 2002      | Spacewatch          |
| 540884 - | 2017 XA30                | 14 aprile 2007    | Mount Lemmon Survey |
| 540885 - | 2017 XB30                | 16 novembre 2009  | Mount Lemmon Survey |
| 540886 - | 2017 XF30                | 2 marzo 2009      | Mount Lemmon Survey |
| 540887 - | 2017 XR30                | 4 settembre 1999  | Spacewatch          |
| 540888 - | 2017 XY30                | 14 aprile 2008    | Spacewatch          |
| 540889 - | 2017 XA31                | 16 marzo 2010     | Mount Lemmon Survey |
| 540890 - | 2017 XD31                | 3 dicembre 2012   | Mount Lemmon Survey |
| 540891 - | 2017 XL31                | 17 marzo 2012     | Spacewatch          |
| 540892 - | 2017 XU31                | 4 novembre 2012   | Mount Lemmon Survey |
| 540893 - | 2017 XZ31                | 22 febbraio 2001  | Spacewatch          |
| 540894 - | 2017 XA32                | 26 novembre 2012  | Mount Lemmon Survey |
| 540895 - | 2017 XC32                | 13 febbraio 2013  | Pan-STARRS          |
| 540896 - | 2017 XF32                | 22 novembre 2008  | Spacewatch          |
| 540897 - | 2017 XJ32                | 22 ottobre 2012   | Pan-STARRS          |
| 540898 - | 2017 XL32                | 21 ottobre 2008   | Mount Lemmon Survey |
| 540899 - | 2017 XT32                | 14 settembre 2005 | Spacewatch          |
| 540900 - | 2017 XX32                | 13 gennaio 2008   | Spacewatch          |

## 540901–541000
| Nome     | Designazione provvisoria | Data di scoperta  | Scopritore          |
| -------- | ------------------------ | ----------------- | ------------------- |
| 540901 - | 2017 XU33                | 10 febbraio 2008  | Spacewatch          |
| 540902 - | 2017 XZ33                | 30 settembre 2011 | Spacewatch          |
| 540903 - | 2017 XK34                | 10 febbraio 2008  | Spacewatch          |
| 540904 - | 2017 XM34                | 18 gennaio 2009   | Spacewatch          |
| 540905 - | 2017 XV34                | 4 marzo 2008      | Mount Lemmon Survey |
| 540906 - | 2017 XZ34                | 31 gennaio 2009   | Mount Lemmon Survey |
| 540907 - | 2017 XD35                | 19 novembre 2008  | Mount Lemmon Survey |
| 540908 - | 2017 XK35                | 3 dicembre 2012   | Mount Lemmon Survey |
| 540909 - | 2017 XL35                | 20 maggio 2014    | Pan-STARRS          |
| 540910 - | 2017 XU35                | 27 settembre 2006 | Spacewatch          |
| 540911 - | 2017 XE36                | 12 settembre 2007 | Mount Lemmon Survey |
| 540912 - | 2017 XU36                | 11 ottobre 2004   | Spacewatch          |
| 540913 - | 2017 XY36                | 13 marzo 2002     | Spacewatch          |
| 540914 - | 2017 XG37                | 4 settembre 2008  | Spacewatch          |
| 540915 - | 2017 XH37                | 1º febbraio 2009  | Spacewatch          |
| 540916 - | 2017 XU37                | 27 novembre 2009  | Spacewatch          |
| 540917 - | 2017 XF38                | 15 maggio 2005    | Mount Lemmon Survey |
| 540918 - | 2017 XH38                | 4 gennaio 2012    | Mount Lemmon Survey |
| 540919 - | 2017 XJ38                | 28 marzo 2012     | Mount Lemmon Survey |
| 540920 - | 2017 XO38                | 22 ottobre 2008   | Spacewatch          |
| 540921 - | 2017 XP38                | 15 settembre 2012 | Mount Lemmon Survey |
| 540922 - | 2017 XS38                | 22 dicembre 2012  | Pan-STARRS          |
| 540923 - | 2017 XV38                | 14 dicembre 2001  | LINEAR              |
| 540924 - | 2017 XA39                | 20 aprile 2006    | Spacewatch          |
| 540925 - | 2017 XE39                | 29 agosto 2016    | Mount Lemmon Survey |
| 540926 - | 2017 XF39                | 2 dicembre 2005   | Spacewatch          |
| 540927 - | 2017 XS39                | 27 dicembre 2013  | Mount Lemmon Survey |
| 540928 - | 2017 XC40                | 27 ottobre 2008   | Spacewatch          |
| 540929 - | 2017 XE40                | 30 luglio 2008    | SSS                 |
| 540930 - | 2017 XN40                | 12 febbraio 2004  | Spacewatch          |
| 540931 - | 2017 XO40                | 24 settembre 2008 | CSS                 |
| 540932 - | 2017 XT40                | 20 aprile 2014    | Mount Lemmon Survey |
| 540933 - | 2017 XZ40                | 28 novembre 2013  | Mount Lemmon Survey |
| 540934 - | 2017 XF41                | 19 novembre 2008  | Spacewatch          |
| 540935 - | 2017 XK41                | 19 luglio 2010    | WISE                |
| 540936 - | 2017 XL41                | 5 gennaio 2013    | Mount Lemmon Survey |
| 540937 - | 2017 XB42                | 10 dicembre 2013  | Mount Lemmon Survey |
| 540938 - | 2017 XT42                | 26 novembre 2005  | Mount Lemmon Survey |
| 540939 - | 2017 XW42                | 8 maggio 2013     | Pan-STARRS          |
| 540940 - | 2017 XA43                | 24 gennaio 2014   | Pan-STARRS          |
| 540941 - | 2017 XG43                | 24 maggio 2015    | Pan-STARRS          |
| 540942 - | 2017 XN43                | 18 maggio 2009    | Mount Lemmon Survey |
| 540943 - | 2017 XR43                | 22 settembre 2003 | Spacewatch          |
| 540944 - | 2017 XT43                | 1º dicembre 2003  | Spacewatch          |
| 540945 - | 2017 XU43                | 7 febbraio 2006   | Mount Lemmon Survey |
| 540946 - | 2017 XX43                | 24 settembre 2011 | Pan-STARRS          |
| 540947 - | 2017 XA44                | 28 agosto 2005    | Spacewatch          |
| 540948 - | 2017 XM44                | 26 aprile 2006    | Spacewatch          |
| 540949 - | 2017 XS44                | 2 novembre 2013   | Mount Lemmon Survey |
| 540950 - | 2017 XW44                | 23 dicembre 2012  | Pan-STARRS          |
| 540951 - | 2017 XB45                | 26 febbraio 2014  | Pan-STARRS          |
| 540952 - | 2017 XD45                | 14 luglio 2016    | Pan-STARRS          |
| 540953 - | 2017 XK45                | 10 novembre 2004  | Spacewatch          |
| 540954 - | 2017 XW45                | 26 gennaio 2014   | Pan-STARRS          |
| 540955 - | 2017 XZ45                | 10 giugno 2005    | Spacewatch          |
| 540956 - | 2017 XB46                | 19 novembre 2006  | Spacewatch          |
| 540957 - | 2017 XK46                | 27 novembre 2006  | Mount Lemmon Survey |
| 540958 - | 2017 XQ46                | 10 marzo 2014     | Mount Lemmon Survey |
| 540959 - | 2017 XU46                | 9 maggio 2011     | Mount Lemmon Survey |
| 540960 - | 2017 XV46                | 12 marzo 2014     | Mount Lemmon Survey |
| 540961 - | 2017 XX46                | 23 ottobre 2006   | Mount Lemmon Survey |
| 540962 - | 2017 XE47                | 27 aprile 2011    | Pan-STARRS          |
| 540963 - | 2017 XJ47                | 16 ottobre 2012   | Mount Lemmon Survey |
| 540964 - | 2017 XK47                | 14 settembre 2013 | Pan-STARRS          |
| 540965 - | 2017 XX47                | 28 ottobre 2008   | Mount Lemmon Survey |
| 540966 - | 2017 XL48                | 21 maggio 2014    | Pan-STARRS          |
| 540967 - | 2017 XO48                | 27 novembre 2013  | Pan-STARRS          |
| 540968 - | 2017 XT48                | 31 dicembre 2007  | Spacewatch          |
| 540969 - | 2017 XU48                | 3 agosto 2016     | Pan-STARRS          |
| 540970 - | 2017 XZ48                | 10 settembre 2007 | Mount Lemmon Survey |
| 540971 - | 2017 XD49                | 30 maggio 2011    | Pan-STARRS          |
| 540972 - | 2017 XJ49                | 1º febbraio 2006  | Spacewatch          |
| 540973 - | 2017 XR49                | 30 gennaio 2011   | Pan-STARRS          |
| 540974 - | 2017 XS49                | 9 novembre 2007   | Spacewatch          |
| 540975 - | 2017 XB50                | 24 agosto 2008    | Spacewatch          |
| 540976 - | 2017 XF50                | 17 novembre 1995  | Spacewatch          |
| 540977 - | 2017 XR50                | 1º novembre 2013  | Mount Lemmon Survey |
| 540978 - | 2017 XU50                | 30 agosto 2003    | Spacewatch          |
| 540979 - | 2017 XD51                | 21 novembre 2009  | Spacewatch          |
| 540980 - | 2017 XG51                | 15 ottobre 2007   | Spacewatch          |
| 540981 - | 2017 XJ51                | 1º settembre 2005 | Spacewatch          |
| 540982 - | 2017 XX51                | 29 giugno 2016    | Pan-STARRS          |
| 540983 - | 2017 XJ52                | 15 settembre 2006 | Spacewatch          |
| 540984 - | 2017 XN52                | 5 novembre 1999   | Spacewatch          |
| 540985 - | 2017 XZ52                | 31 agosto 2005    | Spacewatch          |
| 540986 - | 2017 XX53                | 12 novembre 2001  | Spacewatch          |
| 540987 - | 2017 XC54                | 23 novembre 2012  | Spacewatch          |
| 540988 - | 2017 XE54                | 24 marzo 2014     | Pan-STARRS          |
| 540989 - | 2017 XQ54                | 31 ottobre 2006   | Mount Lemmon Survey |
| 540990 - | 2017 XW54                | 9 agosto 2004     | LONEOS              |
| 540991 - | 2017 XK55                | 26 settembre 2006 | Spacewatch          |
| 540992 - | 2017 XN55                | 31 dicembre 2013  | Mount Lemmon Survey |
| 540993 - | 2017 XM56                | 4 maggio 2009     | Mount Lemmon Survey |
| 540994 - | 2017 XS56                | 10 novembre 2005  | Spacewatch          |
| 540995 - | 2017 XT56                | 22 gennaio 2015   | Pan-STARRS          |
| 540996 - | 2017 XW56                | 2 giugno 2011     | Pan-STARRS          |
| 540997 - | 2017 XH57                | 22 dicembre 2008  | Spacewatch          |
| 540998 - | 2017 XN57                | 10 luglio 2005    | Spacewatch          |
| 540999 - | 2017 XO57                | 23 gennaio 2015   | Pan-STARRS          |
| 541000 - | 2017 XP57                | 23 aprile 2010    | WISE                |